# Appelez-moi chérie
Appelez-moi chérie est un roman de Frédéric Dard sous le nom de plume de San-Antonio. Publié en avril 1972, il est le 78e de la série policière San-Antonio.
Chez l’éditeur Fleuve Noir, il porte d’abord le numéro 965 de la collection « Spécial Police », puis en 1972 le numéro 97 de la collection « San-Antonio », avant de figurer en soixante-dix-huitième position lorsque cette même collection adopte la numérotation par ordre chronologique, en 2003.
Dans ce roman, le commissaire San-Antonio, qui doit protéger un diamant, devient aveugle durant une partie de l'aventure. Le récit se déroule dans la république de Tathmaziz où une opération est menée pour dérober le diamant, puis à Munich et au port de Brême (Allemagne).

## Personnages principaux
- Personnages récurrents
  - San-Antonio : commissaire, narrateur et héros du roman.
  - Alexandre-Benoît Bérurier : inspecteur de police, collègue et ami de San-Antonio.
- Personnages liés à ce roman
  - Colonel Torgnol : commandant de l'équipe qui assure la surveillance du diamant au Tathmaziz.
  - Césarin Tavékapalimé : ministre des Affaires étrangères de Tathmaziz.
  - Maréchal de l'Air Ludwig Von Dechich : grand collectionneur de ballons dirigeables.
  - Mhoröflyk : capitaine du navire Nekmair-Jiturr (cargo jaugeant douze mille tonneaux).

## Résumé
Le commissaire San-Antonio est envoyé en République de Tathmaziz pour ramener en France un diamant de deux tonnes.
Sorti de son nid d'ivresse de la rue Chialegraine par le brigadier Poilalat, San-Antonio se rend à la Banque de France où lui a fixé le ranque le Big Dabe.
Le Vioque lui présente alors les trois personnages assis autour de la table : Delfosse-Mornifle, Gouverneur adjoint honoraire de la Banque de France, Perlouze, président temporaire des joailliers de France et Césarin Tavékapalimé, Ministre des affaires étrangères de Tathmaziz. San-Antonio apprend l'objet de sa mission, qui est de ramener en France un diamant de deux tonnes.
San-Antonio est envoyé en Tathmaziz où une équipe déjà sur place assure la surveillance du diamant. Une fois sur place San-Antonio prend vite la tête de l'équipe. Le cortège se met en route mais il est attaqué et de formidables explosions déchirent le ciel. Lorsqu'il reprend connaissance, San-Antonio est à l’hôpital, frappé de cécité et Béru lui apprend que le diamant a disparu après l'attaque tandis que les autres survivants sont morts ou dans un asile.
Au terme de nombreuses péripéties, San-Antonio remet la main sur le caillou qui se révélera n'être qu'un diamant de faible qualité.

## Couvertures
« Appelez-moi chérie » sans point d'exclamation lors des deux premières éditions en prend un en 1989 pour se nommer « Appelez-moi chérie ! ».
- 1re édition de 1972 : illustration de Carlo Bren.
- 2e édition de 1978 : illustration photo.
- 3e édition de 1989 : illustration de Georges Wolinski.
- 4e édition de mars 1996 : illustration de Marc Demoulin.
- 5e édition de novembre 2005 : illustration de François Boucq.

## Quelques citations et figures de style
- L'expression métaphorique :
  - débiter des bûches en tranches : ronfler« Le sieur Béru ne s'est pas réveillé et continue de débiter des bûches en tranches[1]... »
- Les néologismes :
  - nautication : navigation « J'aperçois une ile aux abords de tribord, à moins que ça soye de bâbord car, en nautication, j'ai jamais pu me rappeler si bâbord était du côté du bas tangage ou du côté du roulis[2]. »
  - vitrail éternel: ad vitam aeternam « Ce qu'a de bon, avec tézigue, c'est que tu façonnes l'histoire à ta convenance. Bon poireautons jusqu'à vitrail éternel puisque mossieur Grand-Malin sait tout[3] ! »
  - point-nommer : arriver à point nommé « Si tu ne point-nommes pas, t'est marron, bité profond, bon à dégager[4]. »
- Le calembour :
  - « Mais notre calvaire n'est pas terminé, temps cent faux ! »[5]
  - « Caisse temps c'est ? »[3]
  - « Il est inutile de chercher à piger : les bonnes dames sont commak. Vaut mieux prendre leurs désirs pour des raies alitées[6]. »
- La comparaison :
  - « D'accord je suis miro comme un piège à taupe[7]. »
  - « Toujours selon le Gros, il a l'œil mauvais et la bouche comme une paire de gants de boxe accrochés à un clou[8]. »
  - « Cela va de soie, comme disait un mûrier[9]. »
- L'alexandrin :
  - « Et, bras dessus bras dessous, nous partons allègrement vers le chapitre douze comme deux copains qui viennent de retrouver simultanément, l'un la vue et l'autre le vin rouge[10]. »
- Le cliché :
  - « Une puissante Mercedes (on dit d'une Mercedes qu'elle est puissante, comme d'un savant qu'il est éminent et d'un économiste qu'il est distingué) nous conduit au siège de la firme[11]... »
- La paréchèse :
  - « T'est là à tâter une Teutonne aux tétons tentateurs au lieur d'aller de l'avant[12]... »

## Titres des chapitres
- Chapitre I : Chapitre (pour ainsi dire) premier
- Chapitre II : Chapitre (comme qui dirait) second
- Chapitre III : Chapitre (pratiquement) troisième
- Chapitre IV : Chapitre (positivement) quatrième
- Chapitre V : Chapitre (somme toute) cinquième
- Chapitre VI : Chapitre (virtuellement) sixième
- Chapitre VII : Chapitre (théoriquement) septième
- Chapitre VIII : Chapitre (réellement) huitième
- Chapitre IX : Chapitre (en fait) neuvième
- Chapitre X : Chapitre (tout bonnement) dixième
- Chapitre XI : Chapitre (sûrement) onzième
- Chapitre XII : Chapitre (douzièmement) douzième
- Chapitre XIII : Chapitre (superstitieusement) treizième
- Chapitre XIV : Chapitre (décidément) quatorzième
- Chapitre XV : Chapitre(pour tout dire) quinzième
- Chapitre XVI : Chapitre (objectivement) seizième
- Chapitre XVII : Chapitre (si vous voulez bien) dix-septième
- Chapitre XVIII : Chapitre (consécutivement) dix-huitième
- Chapitre XIX : Chapitre (irrévocablement) dix-neuvième
- Chapitre XX : Chapitre (fatalement) dernier